# Платні танцівниці
Платні танцівниці (англ. The Taxi Dancer) — американська кінокомедія режисера Гаррі Ф. Мілларда 1927 року.

## Сюжет
Карткова акула Лі Роджерс підслуховує Джослін, заплакану у своїй кімнаті. Вона намагається отримати місце танцівниці в Нью-Йорку, але її переслідують суцільні невдачі. Він влаштовує її на роботу платною танцівницею, на якій вона зустрічається з хористкою Кітті. Нова знайома вводить її в суспільство хамів і невігласів.

## У ролях
- Джоан Кроуфорд — Джослін Пой
- Оуен Мур — Лі Роджерс
- Марк МакДермотт — Генрі Бріргальтер
- Гертруда Естор — Кітті Лейн
- Рокліфф Флауерс — Стівен Бейтс
- Дуглас Гілмор — Джеймс Кельвін
- Вілльям Орламонд — док Ганс
- Клер Макдауелл — тітка Мері
- Берт Роуч — Чарлі Кук
- Лу Костелло